# Thierry Dobelle
Thierry Dobelle, né le 20 octobre 1965 à Amiens dans la Somme, est un footballeur français qui évoluait au poste de milieu de terrain.

## Biographie
Thierry Dobelle a effectué toute sa carrière de joueur à l'Amiens SC, d'abord en tant qu'amateur, puis en tant que professionnel lorsque le club adopte ce statut en 1991. Il commence le football en junior à Conty, un village situé à 20 km d'Amiens, avant de se faire repérer par les superviseurs amiénois Robert Buchot et Paul Imiéla. Il intègre alors les équipes de jeunes de l'Amiens SC, notamment sous la direction de l'entraîneur Pierre Mankowski, puis prend part à son premier match avec les séniors en Division 2 lors de la saison 1984-1985, que le club achève sur une descente en Division 3.
Tout en gardant son statut d'employé municipal, il gagne progressivement sa place sur le terrain et devient un maillon fort de l'équipe. Dobelle reste au club malgré les promotions et relégations récurrentes, et découvre le professionnalisme en 1991 lorsque le club remonte en Division 2 à la fin de la saison 1990-1991. À la fin de sa carrière, il devient un des entraîneurs des équipes de jeunes de l'Amiens SC, puis obtient un poste de responsable au centre de formation de l'Amiens SC.
En 2008, après plus de vingt ans passés à Amiens, Thierry Dobelle change de club et part entraîner un autre club samarien, le SC Abbeville. Pendant ses quatre premières saisons, il parvient à maintenir l'équipe dans le haut du classement de la Division d'Honneur Picardie.

## Statistiques
| Saison                | Club                  | Championnat           | Championnat | Championnat | Coupe(s) nationale(s) | Coupe(s) nationale(s) | Total | Total |
| Saison                | Club                  | Division              | M.          | B.          | M.                    | B.                    | M.    | B.    |
| 1984-1985             | Amiens SC             | 2                     | 1           | 0           |                       |                       | 1     | 0     |
| 1985-1986             | Amiens SC             | 3                     |             |             |                       |                       | 0     | 0     |
| 1986-1987             | Amiens SC             | 2                     | 28          | 1           |                       |                       | 28    | 1     |
| 1987-1988             | Amiens SC             | 3                     |             |             |                       |                       | 0     | 0     |
| 1988-1989             | Amiens SC             | 4                     |             |             |                       |                       | 0     | 0     |
| 1989-1990             | Amiens SC             | 4                     |             |             |                       |                       | 0     | 0     |
| 1990-1991             | Amiens SC             | 3                     |             |             |                       |                       | 0     | 0     |
| 1991-1992             | Amiens SC             | 2                     | 28          | 0           | 1                     | 0                     | 29    | 0     |
| 1992-1993             | Amiens SC             | 2                     | 29          | 0           |                       |                       | 29    | 0     |
| 1993-1994             | Amiens SC             | 3                     |             |             |                       |                       | 0     | 0     |
| 1994-1995             | Amiens SC             | 2                     | 8           | 0           | 2                     | 0                     | 10    | 0     |
| 1995-1996             | Amiens SC             | 2                     |             |             |                       |                       | 0     | 0     |
| 1996-1997             | Amiens SC             | 2                     |             |             |                       |                       | 0     | 0     |
| Total sur la carrière | Total sur la carrière | Total sur la carrière | 94          | 1           | 2                     | 1                     | 96    | 2     |